# Nintendo Points
Os Nintendo Points (antes chamados de Wii Points e Nintendo DSi Points) foi um sistema de pagamento que a Nintendo utilizava no portátil Nintendo DSi e no console Wii para o canal de compras Wii Shop Channel e Nintendo DSi Shop. Os consumidores podiam comprar pontos utilizando cartões de crédito via online pelo Wii e Nintendo DSi ou comprando cartões de Wii Points e Nintendo DSi Points em lojas. Os pontos são utilizados para download de jogos e outros conteúdos disponiveis no Wii Shop e DSi Shop.

## Uso
Os Nintendo Points podiam ser utilizados para a compra de jogos de diversos consoles através do Wii Shop Channel e Nintendo DSi Shop. Estavam divididos em três seções: Virtual Console para os jogos antigos, WiiWare para jogos novos feitos para específicamente para o Wii, e Wii Channels. Ja no Nintendo DSi Shop Estão divididos em somente um: DSiWare para jogos e aplicativos novos feitos específicamente para o Nintendo DSi.

## Preços
|                     | Estados Unidos | Canadá   | Japão   | Austrália | Europa   | Reino Unido (quando comprado online) | Reino Unido | México     | Chile       | Suécia  | Singapura | Coreia do Sul |
| ------------------- | -------------- | -------- | ------- | --------- | -------- | ------------------------------------ | ----------- | ---------- | ----------- | ------- | --------- | ------------- |
| 100 Nintendo Points | USD 1.00       | CAD 1.00 | JPY 100 | AUD 1.50  | EUR 1.00 | GBP 0.70                             | GBP 0.75    | MXN 10.58* | CLP 1000.00 | SEK 9.2 | SGD 1.90  | KRW 1000      |
| Equivalente em USD  | $1.00          | $1.01    | $0.94   | $1.36     | $1.49    | $1.38                                | $1.48       | $1.00      | $2.14       | $1.45   | $1.35     | $1.02         |
| Equivalente em EUR  | €0.68          | €0.68    | €0.64   | €0.92     | €1.00    | €0.93                                | €1.00       | €0.68      | €1.45       | €0.98   | €0.91     | €0.65         |
| Equivalente em GBP  | £0.51          | £0.52    | £0.48   | £0.69     | £0.76    | £0.70                                | £0.75       | £0.51      | £1.09       | £0.74   | £0.69     | £0.52         |
| Equivalente em JPY  | ¥106.53        | ¥107.16  | ¥100    | ¥144.40   | ¥157.74  | ¥157.04                              | ¥157.74     | ¥106.53    | ¥227.36     | ¥153.90 | ¥143.12   | ¥103.36       |

* O preço de 100 Wii Points para o México é sempre em MXN equivalente de 1.00 USD.
Conversão monetária em 3 de fevereiro de 2008.

### Preços do Virtual Console
| Nome do console                   | Preços dos jogos                             |
| --------------------------------- | -------------------------------------------- |
| NES/Famicom                       | 500 Nintendo Points (400 na Coreia do Sul)   |
| SNES/Super Famicom                | 800 Nintendo Points (600 na Coreia do Sul)   |
| Nintendo 64                       | 1,000 Nintendo Points (800 na Coreia do Sul) |
| Sega Genesis/Mega Drive           | 800 Nintendo Points (600 no Japão)           |
| TurboGrafx 16/PC-Engine           | 600 Nintendo Points                          |
| Neo-Geo                           | 900 Nintendo Points                          |
| Sega Master System/Sega Game Gear | 500 Nintendo Points                          |
| MSX (apenas no Japão)             | 700 Nintendo Points                          |
| Commodore 64 (apenas na Europa)   | 500 Nintendo Points                          |
| WiiWare                           | 500 - 1,500 Nintendo Points                  |

## Channels (canais)
O Internet Channel utiliza uma versão do Opera web browser. A versão final do browser foi disponibilizada em 11 de abril de 2007, com seu download gratuito até o fim de Junho. Depois desse período o browser mudou para uma taxa de 500 Wii Points para download. Quem já possuía a versão gratuita poderia continuar com ela e atualizar as versões também gratuitamente.
Em 1 de setembro de 2009, a Nintendo anunciou que o Internet Channel não seria mais cobrado. Além disso, o navegador agora passa a ter uma versão atualizada da tecnologia Adobe Flash Lite 3 (Equivalente ao Adobe Flash Player 8). E para aqueles que já tinham pago pelo navegador, a partir do final de outubro, um jogo para NES a escolha do usuário será disponibilizado.